# Галицкая социалистическая советская республика
Га́лицкая Социалисти́ческая Сове́тская Респу́блика (укр. Галицька Соціалістична Радянська Республіка, пол. Galicyjska Socjalistyczna Republika Rad) — существовавшая во время Советско-польской войны в течение непродолжительного периода (с 15 июля до 23 сентября 1920 года) республика в пределах области Юго-западного фронта Красной Армии, со столицей в городе Тарнополе.

## История
14 апреля 1919 года в галицком промышленном центре Дрогобыче рабочие в результате восстания образовали вместе с воинским гарнизоном первый в Галиции Совет рабочих и солдатских депутатов.
Галицийская Социалистическая Советская Республика была провозглашена в ходе Советско-польской войны 15 июля 1920 года Галицким революционным комитетом (Галревком) на части западноукраинских земель.
После отступления частей Красной Армии с территории Галиции 23 сентября 1920 года ГалССР прекратила своё существование. По Рижскому договору 1921 года Западная Украина (Галиция) вошла в состав Польши.

## Территория
В состав ГалССР вошли: Бережанский, Борщёвский, Бродовский, Бучачский, Гусятинский, Залещицкий, Збаражский, Зборовский, Золочевский, Подгаецкий, Рогатинский, Скальский, Теребовлянский, Сокальский, Тарнопольский, Чортковский и, частично, Бобрский, Каменко-Струмиловский, Перемышлянский, Радеховский уезды (территория современной Тернопольской и частично Львовской областей).

## Управление
Высшим органом республики стал Галревком. На местах создавались сельские, городские и уездные ревкомы. Местом пребывания Галревкома стал Тарнополь. В состав Галревкома входили Владимир Затонский (председатель), Михаил Баран (заместитель председателя), Михаил Левицкий, Казимир Литвинович, И. Немоловский, Ф. Конар и другие. В уездах образовались (уездные революционные комитеты, в сёлах избирались на общих собраниях крестьян сельские ревкомы, при сельских ревкомах организовывалась сельская милиция из 5—10 человек, которая была исполнительным органом ревкома. Декретом № 6 был образован при Галицком революционном комитете отдел внутренних дел, а декретом № 7 — военный отдел.

## Официальные языки
Официальными языками были признаны польский, украинский и идиш. Ревком принял декрет № 4 «О ликвидации государственного языка». Все языки, которыми пользуется трудящееся население республики, объявлялись равноправными: каждый гражданин имел право обращаться во все советские учреждения по всем вопросам устно или письменно на своем родном языке.

## Декреты и постановления Галицийской ССР
Первым декретом Галицкого ревкома от 1 августа 1920 года «Об установлении социалистической Советской власти в Галиции» вся власть передавалась в руки революционных комитетов. Этим декретом упразднялись все без исключения законы, распоряжения, постановления и договоры Польского государства, правительств бывшей Австро-Венгерской монархии и Западноукраинской народной республики. Вместе с первым декретом Галицкого ревкома было принято постановление № 2 «О земельных имениях и плодах, об уборке хлеба и сена», в котором провозглашалась конфискация помещичьих, церковных и монастырских земель при национализации всей земли. Декларацией № 2 Галицкого ревкома о правах и обязанностях рабочих в Галицкой ССР, принятой 1 августа 1920 года, был введен 8-часовой рабочий день и организован рабочий контроль на производстве. Декретом № 2 Галицкого ревкома проведено отделение церкви от государства и школы. Декрет № 12 «Об активном и пассивном избирательном праве по выборам в органы Советской власти на территории Галицкой ССР» определил политические права граждан. По декрету лишались избирательных прав лица, применяющие наемный труд с целью извлечения прибыли, живущие на нетрудовой доход (проценты с капитала и т. п.), частные торговцы, монахи и служители церквей и религиозных культов, бывшие служащие и агенты полиции, жандармерии и разведывательных органов, члены бывшего австрийского императорского дома.

## Денежное обращение
На территории Галицийской ССР в обращении были деньги разных валютных систем: царской России и Временного правительства — рубли и «керенки», австро-венгерские кроны, немецкие марки и военные деньги «ост-рубли» и «ост-марки», польские марки, многочисленные местные бумажные деньги. Кроме этого, в обращении также были деньги стран Антанты — франки, фунты стерлингов, доллары.
Летом 1920 года для Галревкома в Киеве (УССР) были выпущены карбованцы синего оттенка, так называемые «лебидь-юрчики» — по фамилии директора госбанка (Лебедь-Юрчик), чья подпись воспроизведена на этих банкнотах.